# Angelo Accattino
Angelo Accattino (n. Asti, Región de Piamonte, Italia, 31 de julio de 1966) es un diplomático, canonista y  obispo italiano.
Cuando era joven descubrió su vocación religiosa e ingresó en el seminario diocesano, en el cual realizó toda su formación eclesiástica. Finalmente el día 25 de junio de 1994 fue ordenado sacerdote, para la Diócesis de Casale Monferrato, por el entonces obispo "Monseñor" Carlo Cavalla (†).
Posteriormente tras su ordenación pastoral, se licenció en Derecho Canónico y en el 1996 entró como alumno de la Academia Pontificia Eclesiástica de Roma, para preparar su carrera diplomática.
Al terminar sus estudios superiores, el 1 de julio de 1999 comenzó a formar parte del Servicio Diplomático de la Santa Sede, siendo enviado primeramente ha trabajar en la Nunciatura Apostólica de Las Antillas.
Posteriormente en 2001 pasó a ser Secretario de la Nunciatura Apostólica en Colombia y en 2003 en la de Perú.
Después en 2007 trabajó en la Sección para las Relaciones con los Estados, en 2011 se convirtió en Consejero de la Nunciatura en los Estados Unidos y a partir de 2015 en la Nunciatura situada en la ciudad de Ankara (Turquía).
De manera reciente, cabe destacar que el día 12 de septiembre de 2017, Su Santidad el Papa Francisco le ha nombrado como nuevo Nuncio Apostólico en Bolivia y como nuevo Obispo Titular de la antigua Sede de Sebana.